# Eleven Arts
Eleven Arts é uma empresa americana de produção e distribuição de filmes em Los Angeles, fundada por Ko Mori. A empresa usa o filme para estabelecer conexões entre diferentes públicos culturais e globais em todo o mundo. A Eleven Arts Japan é a filial japonesa da empresa.
Em 2018, a Eleven Arts anunciou uma parceria com a distribuidora Universal Pictures Home Entertainment e Shout! Factory lançará vários animes distribuídos pela Eleven Arts, enquanto ainda trabalha em parceria com a distribuidora de anime Rightstuf e Walmart em vários outros títulos de anime.